# Prora

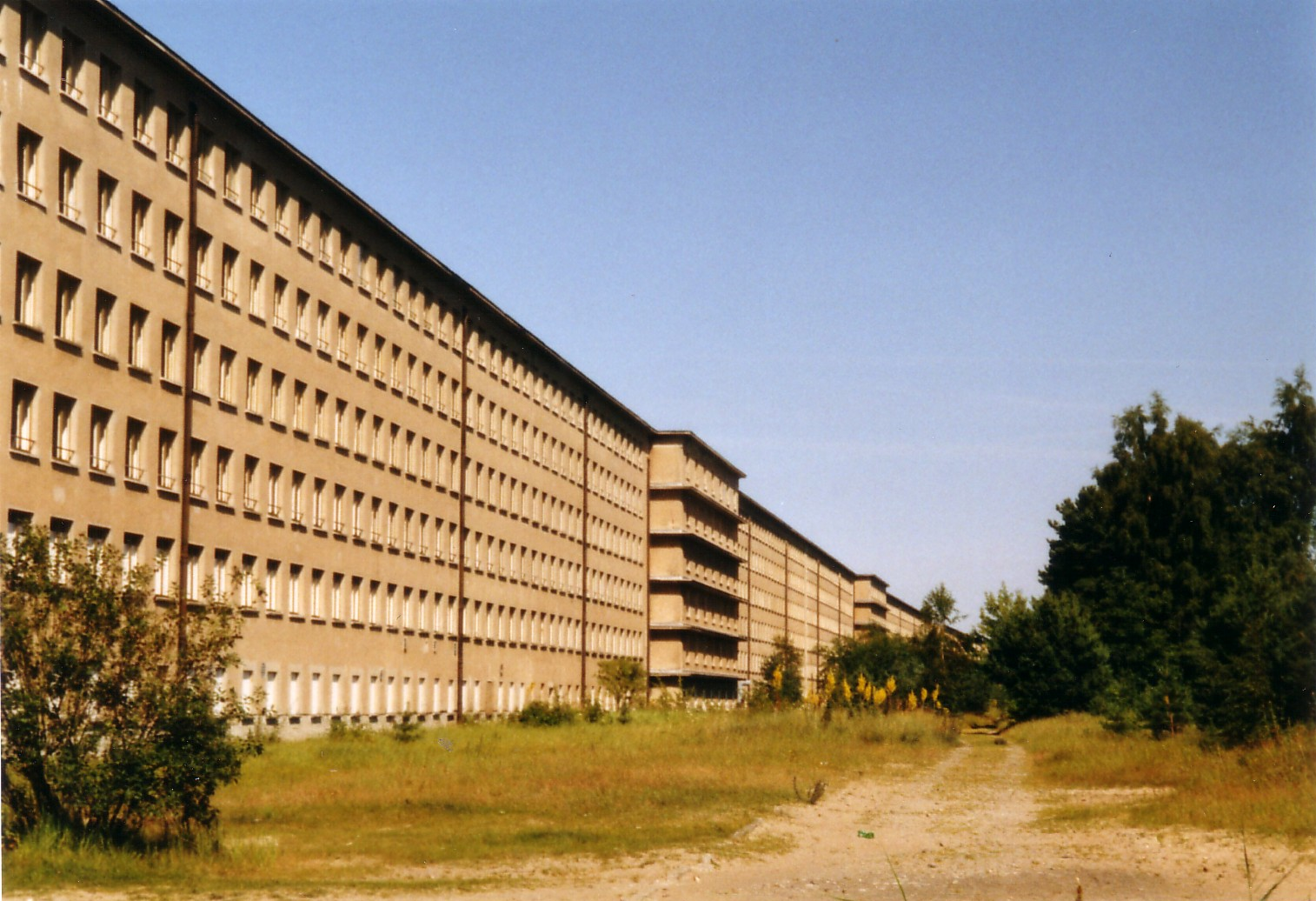
Der „Koloss von Prora“ von der Meerseite im Jahr 2004 …

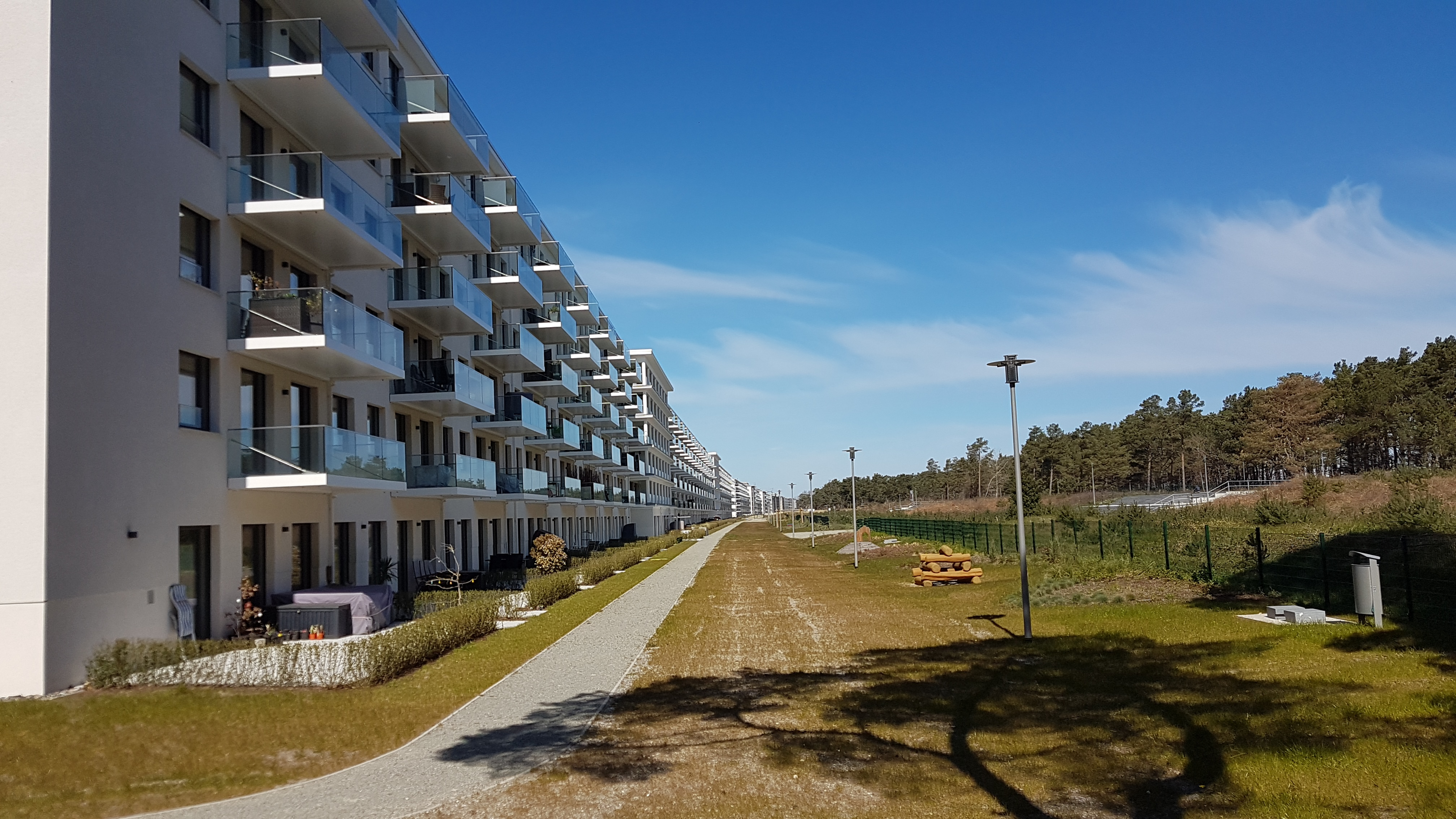
… und 2019 nach der Rekonstruktion

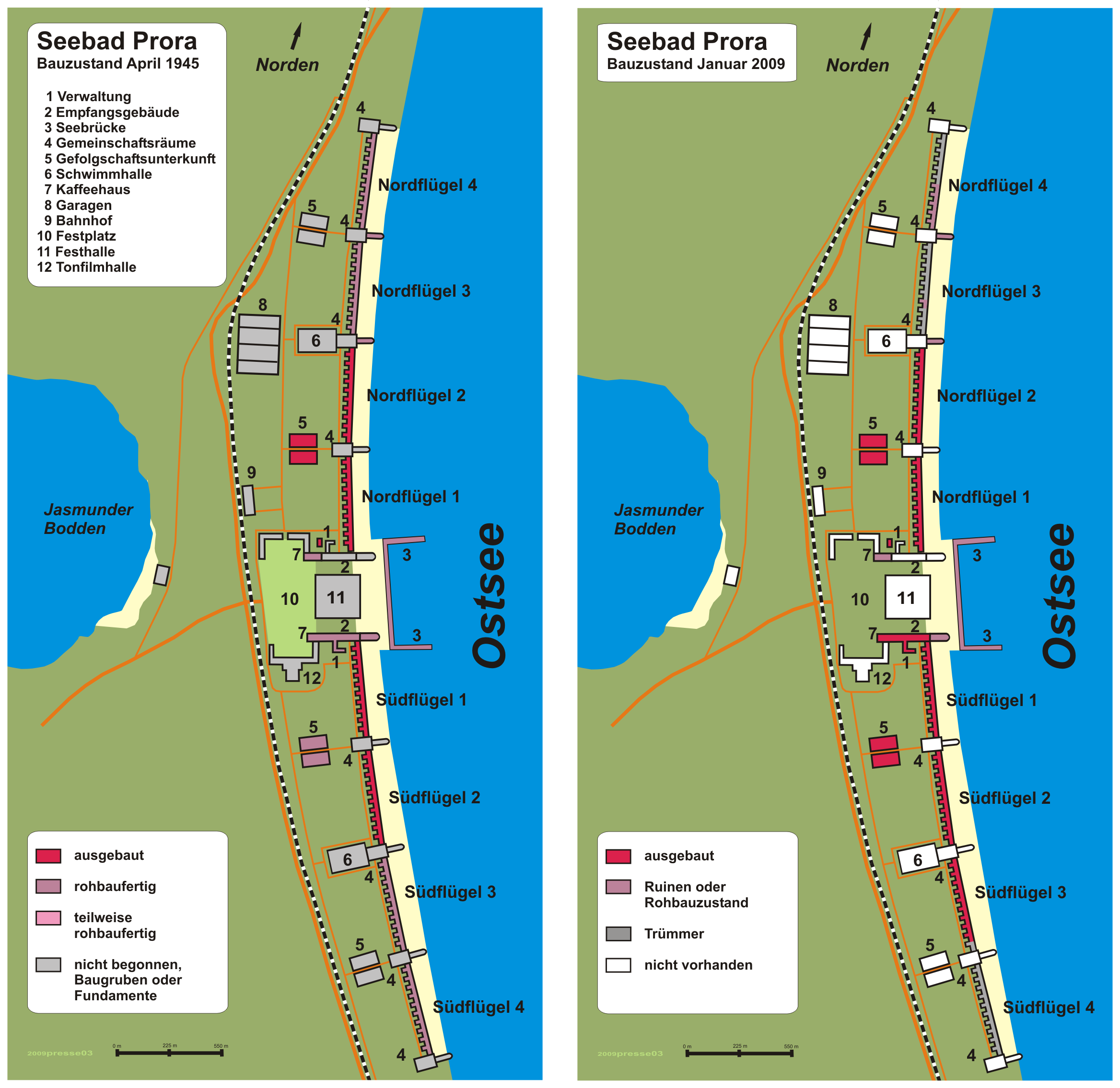
Plan Prora 1945/2009

Prora ist ein Ortsteil der Gemeinde Binz auf Rügen. Er liegt direkt an der Ostseeküste im Zentrum der Prorer Wiek und ging aus dem zwischen 1936 und 1939 gebauten, jedoch unvollendet gebliebenen KdF-Seebad Rügen hervor. Im Komplex sollten durch die Organisation Kraft durch Freude (KdF) 20.000 Menschen gleichzeitig Urlaub machen können. Der Beginn des Zweiten Weltkrieges 1939 verhinderte die Fertigstellung als Seebad. Stattdessen wurde Prora nach dem Krieg zu einer Kaserne der Nationalen Volksarmee (NVA), untrennbar verknüpft mit der Entwicklung der DDR – von der verdeckten Aufrüstung seit 1949 bis zur Friedlichen Revolution im Jahr 1989. Der Name leitet sich von der Prora ab, einer bewaldeten Hügelkette im südlichen Teil der Schmalen Heide.
Der „Koloss von Rügen“ ist der Kern des Komplexes und bestand aus ursprünglich acht auf einer Länge von 4,5 Kilometern entlang der Prorer Wiek aneinandergereihten baugleichen Blöcken. Drei Blöcke wurden zwischen 1945 und 1949 bis auf wenige Segmente zerstört. Es verblieben fünf Blöcke auf einer Länge von etwa 2,5 Kilometern, die um 1950 unter den Vorzeichen des „Kalten Krieges“ zur „monumentalsten Kasernenanlage der DDR“ um- und ausgebaut wurden. Über vier Jahrzehnte hinweg wurde das Gelände militärisch genutzt. Prora wurde zum Sperrgebiet.
Nach 1990 wickelte die Bundeswehr den Militärstandort ab. Nach anfänglicher ziviler Zwischennutzung verfiel ein Großteil der ehemaligen Kasernen. Seit 2004 werden die Blöcke einzeln veräußert und zu Wohn- und Hotelanlagen umgestaltet. Die Nachkriegs- und DDR-Geschichte des Ortes spielte in der offiziellen Erinnerungskultur nach 1990 zunächst kaum eine Rolle. Seit 2008 wird sie gemeinsam mit jener des geplanten KdF-Bades aufgearbeitet.
Im Jahr 2013 wurde westlich des Seebad-Komplexes am historischen Forsthaus Prora das Naturerbe-Zentrum Rügen mit Aussichtsturm eröffnet. Der wachsende Urlaubsort erhielt am 17. August 2018 offiziell das Prädikat als „staatlich anerkannter Erholungsort“ und strebt die Ernennung zum „Ostseebad“ an.

## Lage
Prora liegt auf der Ostseeinsel Rügen zwischen den Orten Sassnitz und Binz an der Prorer Wiek, einer weitläufigen Meeresbucht, auf der sogenannten Schmalen Heide (mit der Prora, einer bewaldeten Hügelkette), die den Kleinen Jasmunder Bodden von der Prorer Wiek und der Ostsee trennt. Die Küste der Schmalen Heide bildet einen langen, flachen Sandstrand, der von Binz bis zum neuen Fährhafen Sassnitz im Ortsteil Neu Mukran reicht. Der Bereich zwischen Gebäuden und Küste ist mit Kiefern und niedrigem Gebüsch bewachsen.

## Architektur und Konzeption
Der Auftrag zur Errichtung des Seebades wurde nach einer Ausschreibung im Februar 1936 an den Architekten Clemens Klotz (1886–1969) erteilt. Zwar waren insgesamt zehn Architekten an dem Verfahren beteiligt, allerdings hatte Klotz bereits andere nationalsozialistische Propagandabauten errichtet und im Auftrag seines Förderers, des KdF-Führers Robert Ley, bereits im Vorfeld für diese Anlage Pläne entwickelt. Sie wurden nach dem Wettbewerb auf Weisung Hitlers nur dahingehend modifiziert, dass aus dem Entwurf des Architekten Erich zu Putlitz die große Festhalle als weiteres zentrales Element übernommen und architektonisch angepasst wurde. Der Gesamtentwurf wurde auf der Weltfachausstellung Paris 1937 mit einem Grand Prix ausgezeichnet. Er wurde während der Bauausführung bis 1939 noch verändert; zum Beispiel verzichtete man auf die genannte Festhalle.

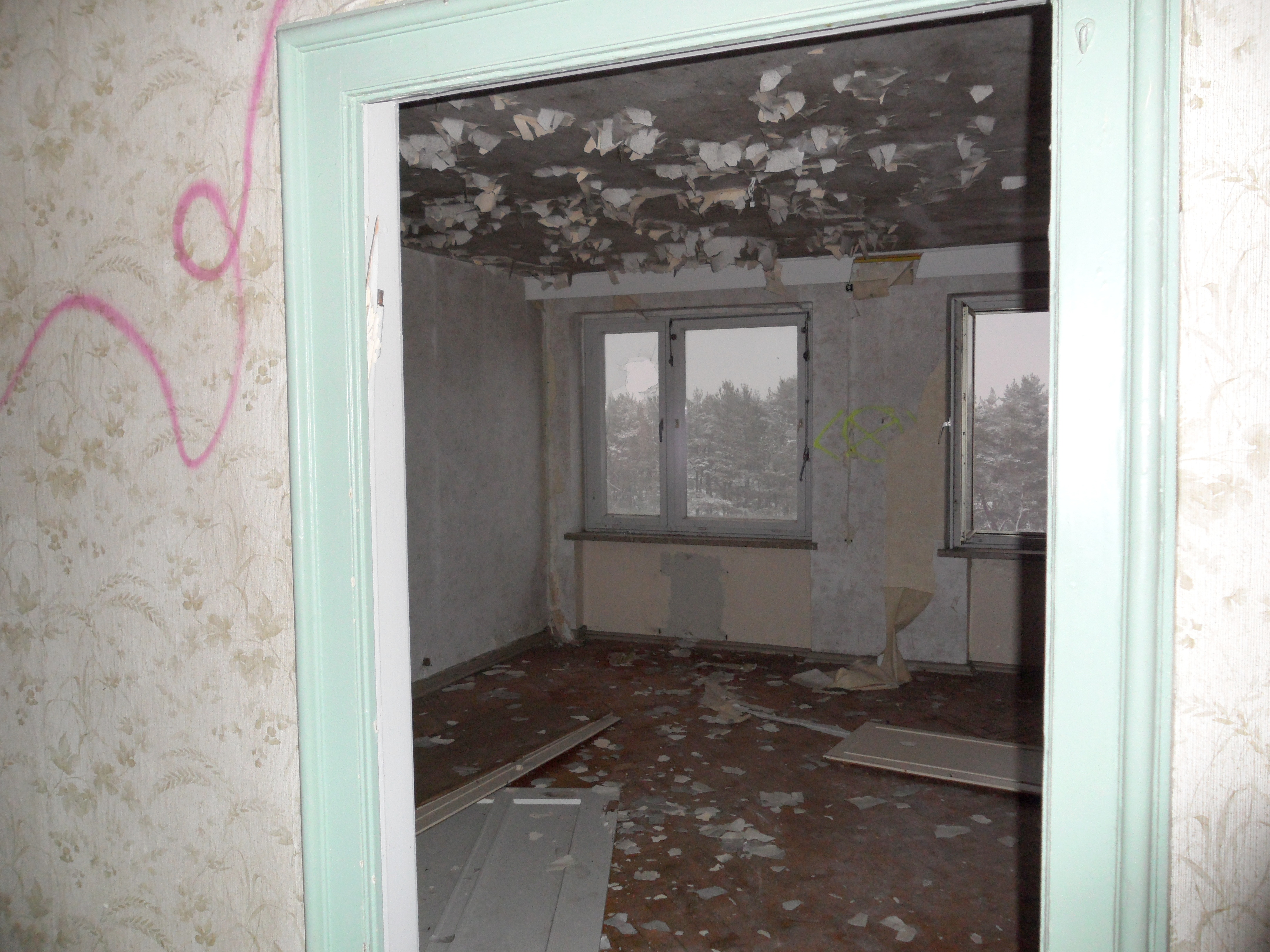
Typisches Zimmer aus der Zeit der Kasernennutzung des Gebäudes im vierten Stock (Zustand: November 2010)

Die Planungen sahen vor, für die Unterbringung der Urlauber acht jeweils 550 Meter lange, sechsgeschossige, völlig gleichartige Häuserblocks mit insgesamt 10.000 Gästezimmern zu errichten. Durch diese langgestreckte, über etwa fünf Kilometer entlang der Küstenlinie reichende Bauweise sollte erreicht werden, dass alle Zimmer Meerblick hatten, während die Flure zur Landseite hin gelegen waren. Die geplante Ausstattung der nur 2,25 m × 4,75 m großen Zimmer, von denen jeweils zwei mittels einer Tür verbunden werden konnten, war an heutigen Maßstäben gemessen recht karg: zwei Betten, eine Sitzecke, ein Schrank und ein Handwaschbecken. Weitere sanitäre Einrichtungen fanden sich jeweils in den landwärts gerichteten Treppenhäusern der Blocks. Alle Gästezimmer sollten über Lautsprecher verfügen.
Aus der Uniformität der Architektur der Gästeblocks und der sehr zweckmäßigen Einrichtung, die zusammengenommen eine Errichtung nach dem Baukastenprinzip erlaubten, wird deutlich, dass hier, anders als bei anderen nationalsozialistischen Großprojekten, zumindest in diesem Teil der Anlage die Funktionalität über die Architektur gestellt wurde.
Das Leben in der Ferienanlage sollte, dem totalitären Anspruch des Systems folgend, in der Gemeinschaft stattfinden. Zu diesem Zweck waren Gemeinschaftshäuser mit Gastronomie- und Wirtschaftsräumen sowie Kegelbahnen und Leseräumen geplant, die in regelmäßigen Abständen „wellenbrecherartig“ küstenwärts aus der Häuserfront herausragen sollten. Offene, beheizbare Liegehallen innerhalb der Bettentrakte sollten den Urlaub vom Wetter unabhängiger machen. Als weitere Gemeinschaftseinrichtungen sollten unter anderem zwei Wellenschwimmbäder, ein Kino und mehrere Gastronomiebetriebe errichtet werden. Weitere zentrale Elemente der Anlage waren der in der Mitte zwischen den Blocks geplante Aufmarschplatz und die Kaianlagen, die ein Anlegen von kleinen Booten ermöglichen sollten. Seebäderschiffe können entgegen einigen Propagandazeichnungen die flache Prorer Wiek nicht befahren. Parallel zu den Anlagen für die Urlauber musste die komplette Infrastruktur für eine derartige Anzahl Menschen aufgebaut werden. Landeinwärts wurden zu diesem Zweck ein Bahnhof, Personal- und Wirtschaftsgebäude geplant und auch zum Teil realisiert.
Von der ursprünglichen Planung der Hauptanlage konnten bis zum Beginn des Zweiten Weltkrieges nur die Bettenhäuser und die südliche Festplatzrandbebauung fertiggestellt werden, und auch diese nur im Rohbau. Baudirektor und Oberbauleiter war Willi Heidrich. Nach dem Krieg wurde der südlichste Block, der nicht über alle geplanten Etagen verfügte, jedoch zum Kriegsende hin für Umsiedler ausgebaut worden war, von der Roten Armee gesprengt und abgetragen. Die beiden nördlichen Blocks wurden nach Sprengungen als Ruine hinterlassen. Auch an den übrigen Blöcken wurde Material massiv abgebrochen, das teilweise für Eigenheime vor Ort verwendet wurde. Um 1950 waren bis zu 19.000 Helfer, darunter die Kasernierte Volkspolizei, am Umbau der „KdF-Ruinen“ beteiligt. „Von Gebäuden konnte genau genommen keine Rede sein, es waren ja nur die halbfertigen und die gesprengten Blöcke“. Unter Beibehaltung der Konturen der geplanten Betten- und Treppenhäuser, allerdings unter Ausmauerung der geplanten Liegehallen und veränderter räumlicher Innenausstattung, wurden die Blöcke wieder aufgemauert und das spätere Kasernenantlitz geschaffen. „Der Ausbau in den 50er Jahren erfolgte einfach und in keiner Weise nach den ursprünglichen Plänen. Der ursprüngliche Entwurf, der ja auch nur unvollständig realisiert worden war, kann in den verbliebenen Resten kaum noch erkannt werden.“ Bis 1956 waren die zum Teil zerstörten Rohbauten von fünf Blöcken komplettiert. Der geplante Theaterbau an Block III wurde zu einer Festhalle (dem späteren „Haus der Armee“) umgestaltet. Wie DDR-Zeitzeugen berichten, hatten die abgeschirmten, später graubraun verputzten Kasernengroßbauten sie tief beeindruckt und zum Teil das Fürchten gelehrt. „Welche Macht muss ‚die Partei‘ (Anmerkung: die SED) doch haben, so fühlte ich“, schreibt ein ehemaliger Unteroffizier. Manche Parole aus den 1950er Jahren kam während der Entkernung wieder zum Vorschein, etwa: „FDJ’ler! Erfüllt den Schwur der III. Weltfestspiele der Jugend! Seid standhafte Patrioten.“ Die weißen Lettern auf rotem Grund verschwanden abermals unter Putz, nun unter dem der heutigen Häuser Verando und Flora (Block II).
Heute steht der gesamte Komplex unter Denkmalschutz. Geschützt wird de facto allerdings lediglich das unvollendete KdF-Modell, sodass die tatsächliche Nutzungsgeschichte durch die NVA unberücksichtigt bleibt. Dies wurde von Historiker Stefan Wolter maßgeblich kritisiert, woraufhin die Nutzungsgeschichte bei der Sanierung des Blocks V stärkere Beachtung finden soll – insbesondere im Bereich des darin geplanten Bildungszentrums.

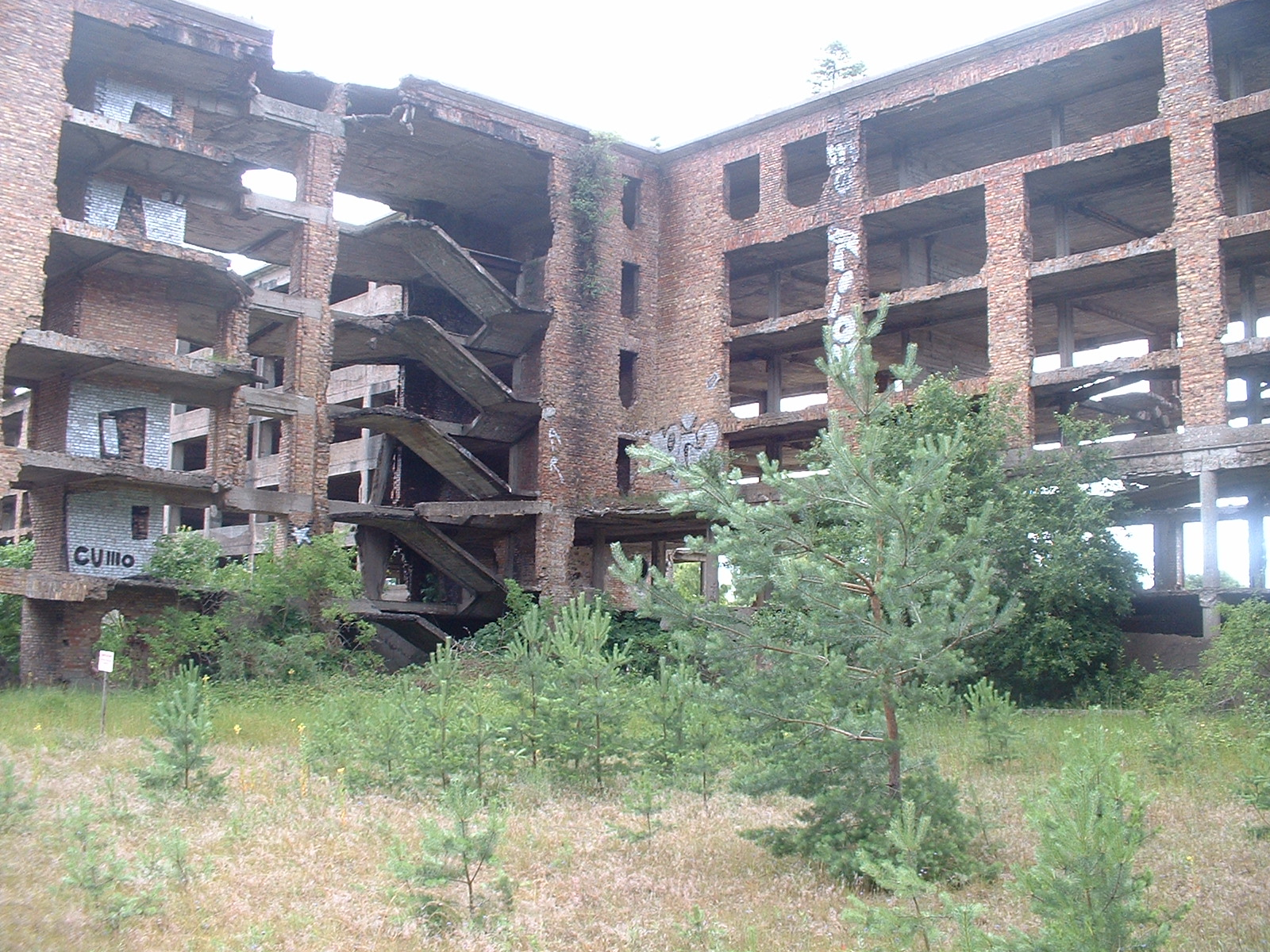
Ruinen von Prora
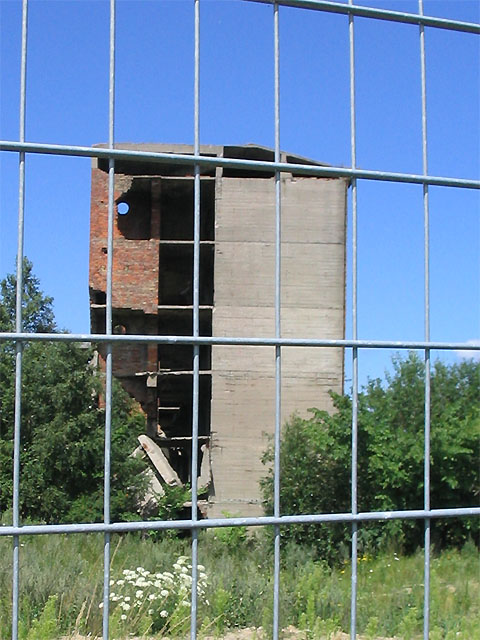
Seitenansicht
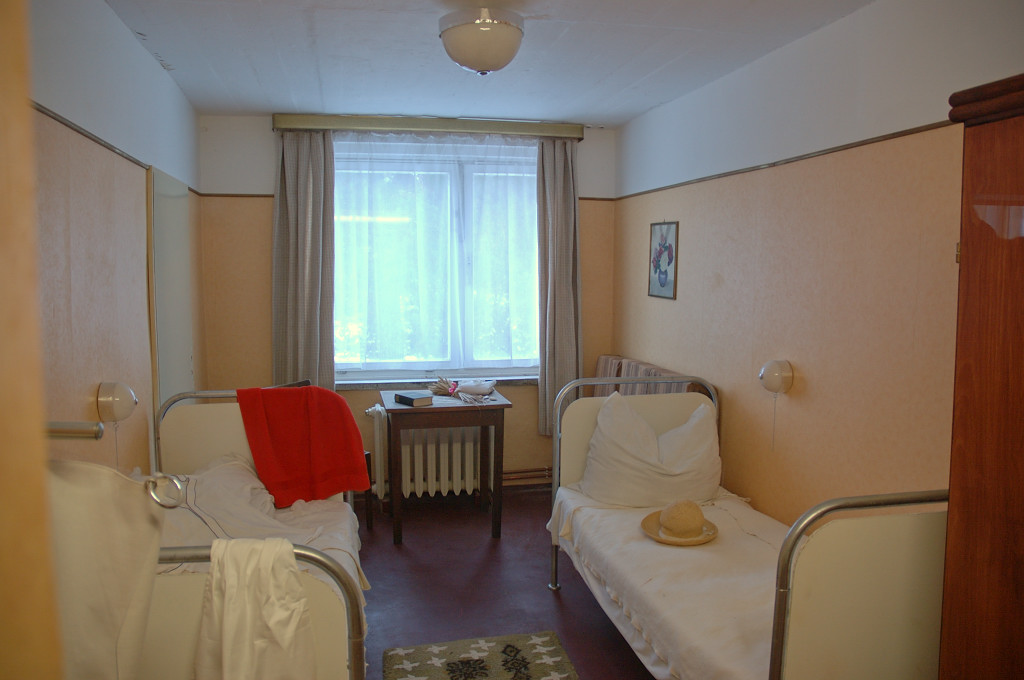
Rekonstruktion eines geplanten Zimmers der KdF-Zeit, das real nie zur Ausführung gelangte
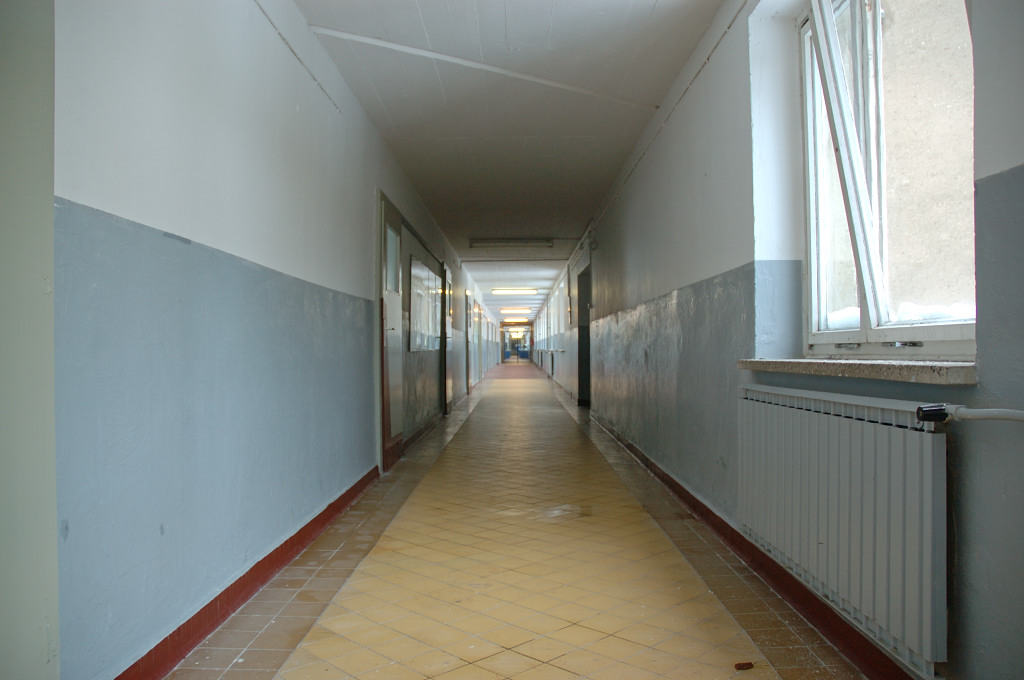
Blick einen typischen Kasernenflur entlang
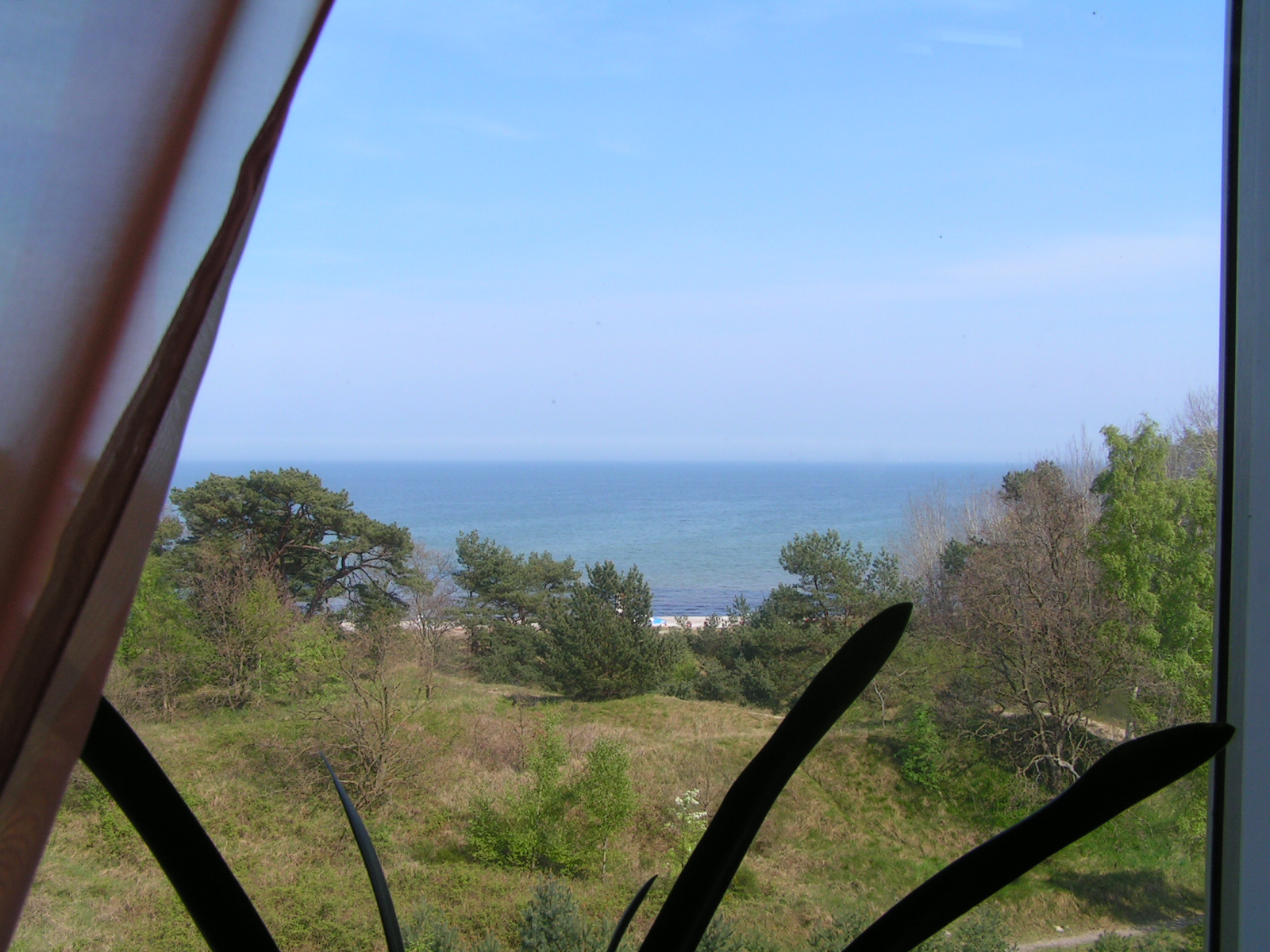
Blick aus einem Fenster der oberen Stockwerke auf das Meer

## Geschichte

### Bau

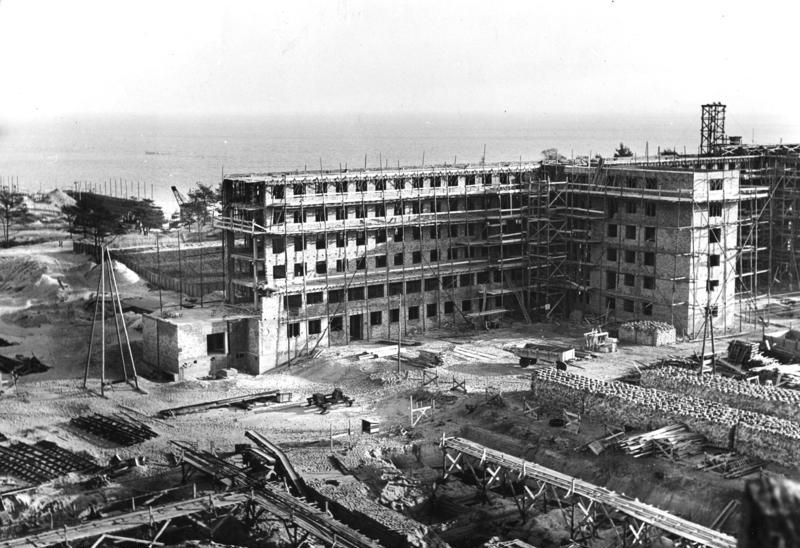
Das KdF-Seebad Rügen während der Bauphase

Die für das Seebad Rügen benötigten Flächen erwarb die KdF-Organisation bereits 1935 von Malte zu Putbus. Die Grundsteinlegung erfolgte am 2. Mai 1936, obwohl zu diesem Zeitpunkt die Ausschreibung für das Bauvorhaben noch lief. Der Termin war aber bewusst so früh gewählt worden, weil es sich um den symbolträchtigen dritten Jahrestag der Gewerkschaftszerschlagung handelte. Die eigentlichen Arbeiten begannen erst ein halbes Jahr später.
Von 1936 bis 1939 wurden die acht Gästeblöcke errichtet. Neun renommierte Baufirmen (Philipp Holzmann, Hochtief, Dyckerhoff & Widmann, Siemens-Bauunion, Boswau & Knauer, DEUBAU, Sager & Woerner, Polensky & Zöllner, Beton- und Monierbau) waren an den Bauarbeiten beteiligt. Es arbeiteten zeitweise 9000 Bauarbeiter am KdF-Seebad Rügen. Außer der Firma Sager & Woerner (Bau der Kaianlage) errichteten alle anderen beteiligten Baufirmen jeweils einen Block, es entwickelte sich dabei eine Art Wettbewerb um die schnellste Bauleistung.
Damals fanden die Bauarbeiten internationale Beachtung. So wurde bei der Weltausstellung 1937 in Paris ein Modell des Seebades Prora mit einem Grand Prix ausgezeichnet. Zu diesem Zeitpunkt zeichnete sich ab, dass die von DAF-Chef Robert Ley vorgegebene Kostengrenze in Höhe von 50 Millionen Reichsmark (40 Mio. Mark Baukosten und 10 Mio. Mark Ausstattung) deutlich überschritten werden würde. Eine von der KdF-Bauleitung 1938 erstellte „Kostenzusammenstellung zum Neubau des KdF-Seebades Rügen“ bezifferte die Baukosten auf 237,5 Millionen Mark (kaufkraftbereinigt in heutiger Währung: rund 1,25 Milliarden Euro).
Bei Kriegsbeginn 1939 wurden die Bauarbeiten weitgehend gestoppt. Mit Ausnahme eines Blocks waren die acht Wohnblöcke, die südliche Festplatzrandbebauung und die Kaianlage bereits im Rohbau fertiggestellt, nicht jedoch die Schwimmbäder, die Festhalle und weite Teile der Wirtschaftsgebäude. Sie wurden niemals verwirklicht. An den Rohbauten wurden noch die nötigsten Sicherungsarbeiten durchgeführt, dann wurden die Bautätigkeiten endgültig eingestellt. Das angelieferte Baumaterial verblieb am Ort, was auf eine geplante Wiederaufnahme der Arbeiten nach Kriegsende schließen lässt. Sie erfolgte wenige Jahre später unter den völlig veränderten Vorzeichen des Kalten Krieges, indem aus den inzwischen weithin demontierten und geplünderten Rohbauten fünf Blöcke zu einer Großkaserne für das DDR-Militär wieder aufgemauert wurden. Diese zweite Bauphase prägte das Antlitz der Großbauten bis zum Jahr 2010, als mit dem Bau einer Jugendherberge damit begonnen wurde, das Seebad zu vollenden.

### 1939 bis 1945
Im Krieg diente ein Teil der späteren Wohnhäuser der Anlage als Ausbildungsstätte für Luftwaffenhelferinnen und ein Polizeibataillon. Die Rohbau-Blöcke des Kolosses an sich blieben unbewohnbar. 1943 wurden Teile des südlichen Blocks ausgebaut, um Ersatzquartiere für im Rahmen der Operation Gomorrha ausgebombte Hamburger zu schaffen. Ab 1944 unterhielt die Wehrmacht in Prora ein kleines Lazarett. Gegen Ende des Krieges fanden auch Flüchtlinge aus den Ostgebieten in Prora eine Bleibe, wiederum zumeist in den späteren Wohnhäusern.

### 1945 bis 1990
Als ab Mai 1945 die Sowjetunion Rügen übernahm, wurde die Anlage zunächst zur Internierung von Großgrundbesitzern und weiterhin zur Unterbringung von Heimatvertriebenen aus den Ostgebieten genutzt. Teile der Anlagen wurden für den Abtransport als Kriegsreparationen demontiert. Zwischen 1948 und 1953 wurde das Gelände von der Sowjetarmee genutzt, die den südlichsten Rohbau sprengte und abtrug. An den beiden nördlichsten Häuserblocks wurden ebenfalls massive Sprengungen durchgeführt. Vom vorletzten Block blieb ein Segment, vom letzten Block blieb etwa die Hälfte stark beschädigt stehen. Dieser zeigt zum Teil noch heute den Zustand der Rohbauten vor ihrer Komplettierung zur Kaserne um 1950. Die sowjetische 13. Panzerjäger-Brigade war dort stationiert.
In den ersten Jahren nach dem Zweiten Weltkrieg wurde die künftige Nutzung des Komplexes noch öffentlich diskutiert. Vorgeschlagen wurde dabei der weitere Ausbau zu einem Erholungsort. „Wenn man bedenkt, daß für diese Bauten Arbeitergelder von etwa 60 Millionen Mark aufgewendet wurden, kann es wohl kaum ein anderes Ziel geben, als diese Badeanlage für die Werktätigen weiter auszubauen“, hieß es in einem Pressebericht. Auch die Nutzung als Industriegebiet wurde diskutiert. Bald darauf wurde aber der militärische Ausbau der Anlage beschlossen. Nachdem Ansprüche des Freien Deutschen Gewerkschaftsbundes (FDGB) auf die Anlage abgelehnt worden waren, gab es in Prora bereits 1949 eine Infanterieschule für knapp 1000 Mann. 1950 ging daraus eine kasernierte Polizeibereitschaft hervor, die in die 1952 gegründete Kasernierte Volkspolizei integriert wurde. Aus ihr ging 1956 die Nationale Volksarmee (NVA) der DDR hervor. Prora beherbergte erstmals in seiner Geschichte rund 10.000 Mann. Das Gebiet um die Prora-Blöcke wurde um 1950 zum Sperrgebiet erklärt. Zeitweilig waren bis zu 19.000 Menschen am Wiederaufbau von fünf Blöcken des weithin demontierten Seebades befasst. Bis 1956 wurden die KdF-Ruinen im Wesentlichen zu Kasernen umgebaut. Erst jetzt erhielten die Blöcke Zimmer, Türen, Fenster, Installationen, Sanitäreinrichtungen und den bis heute noch an einigen unsanierten Gebäuden sichtbaren grauen Rauputz.
Zunächst waren in Prora Ausbildungseinrichtungen, später militärische Kampfverbände stationiert, obwohl auf einer Insel strategisch fragwürdig. Darunter war das zur Absicherung des Mauerbaus in Berlin mit herangezogene Motorisierte Schützenregiment 29 (MSR-29). Ab 1960 (zunächst getarnt, erst ab 1962 offiziell) bis 1982 war in Block V am Standort der heutigen Jugendherberge Prora das Luftsturmregiment 40, ein Eliteverband der Landstreitkräfte der NVA, disloziert. 1968 wurde auch eine Ausbildungseinrichtung der Volksmarine – die Außenstelle der Schiffstammabteilung (Stralsund/Dänholm) – nach Prora in Block III verlegt.
Ab Ende der 1970er Jahre dienten die Kasernen in der Hauptsache der militärischen Ausbildung. Im Block V wurden ab November 1982 Baueinheiten, die beim Bau des Fährhafens Mukran eingesetzt wurden, stationiert. Unmittelbar neben ihnen, im südlichen Abschnitt von Block V, war eines der größten Reserveausbildungsregimente der DDR stationiert. Im benachbarten Block IV wurden ab 1981 Soldaten aus politisch befreundeten Entwicklungsländern wie Äthiopien und Mosambik in der Offiziershochschule für ausländische Militärkader „Otto Winzer“ gegen Devisen ausgebildet. In Prora-Ost befand sich die Militärtechnische Schule „Erich Habersaath“ der NVA. Der südliche Teil der Anlage (heute: Block I) stand Angehörigen von NVA und Grenztruppen als Erholungsheim, Campingplatz, Kinderferienlager und Ferienort zur Verfügung.

### Seit 1990

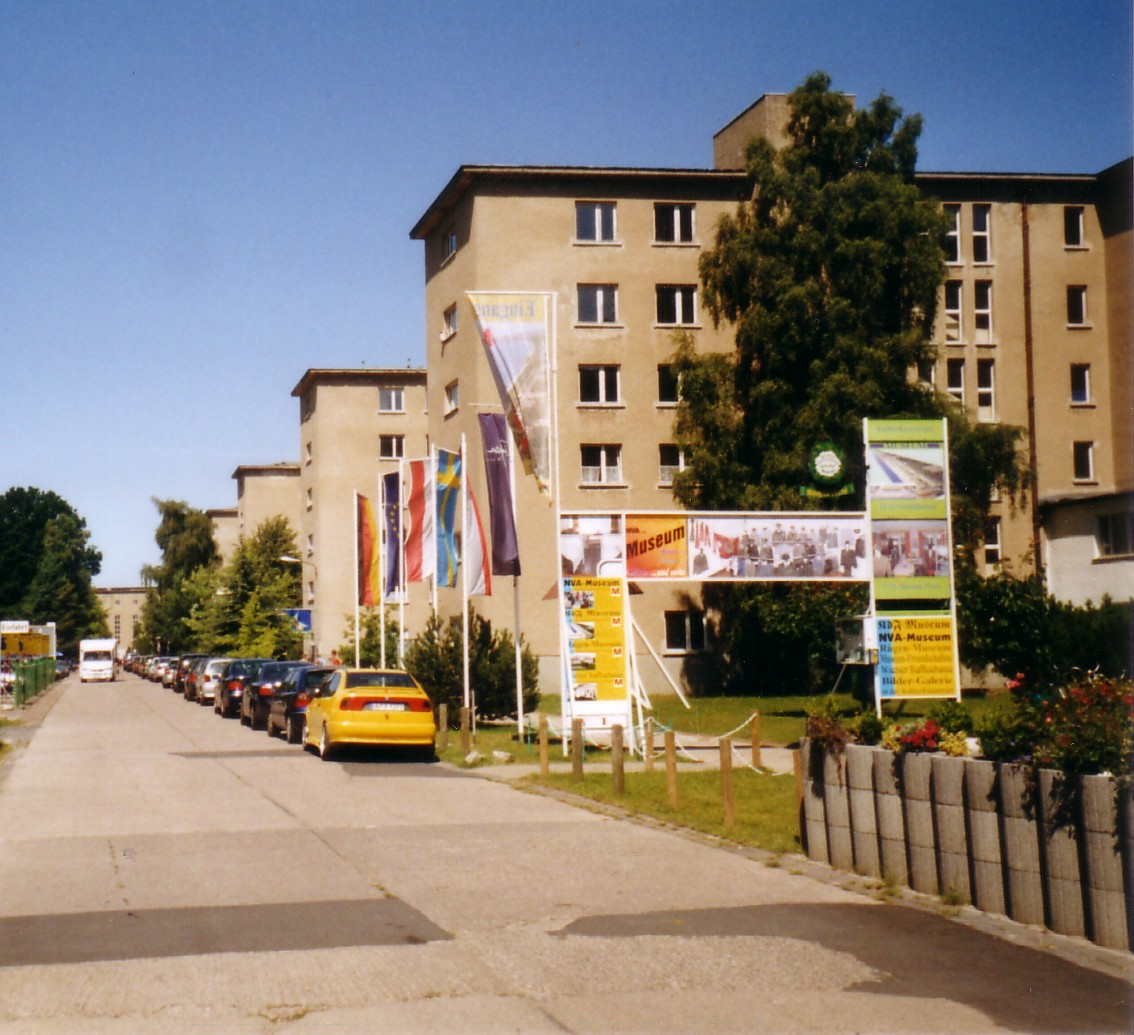
Museumsmeile Prora, 2004

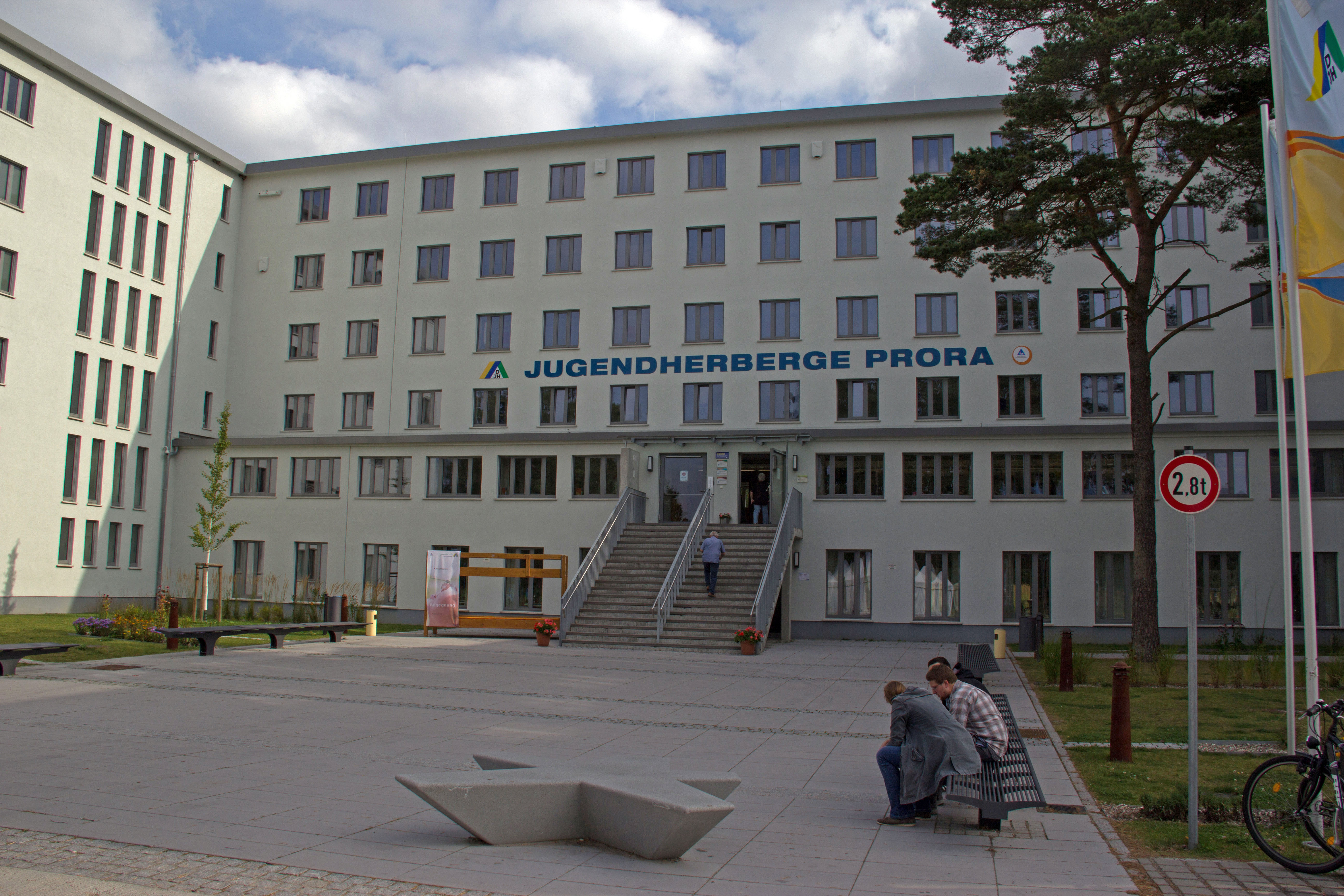
Jugendherberge, 2012

Nach der deutschen Wiedervereinigung 1990 übernahm die Bundeswehr den Komplex, stellte die Nutzung Ende 1992 ein und verließ Prora. Seit Anfang 1993 ist die Anlage öffentlich zugänglich. 1994 wurde der Komplex als eine der größten Hinterlassenschaften des NSDAP-Regimes unter Denkmalschutz gestellt. Da es der Bundesvermögensverwaltung zunächst nicht gelang, die unter Denkmalschutz stehenden Bauten zu verkaufen, wurden an weiten Teilen der Anlage nur die unbedingt erforderlichen Sicherungsmaßnahmen durchgeführt. Eine Ausnahme hiervon bildete zunächst nur der Block 3, Prora Mitte, der die Museumsmeile Prora mit einem KdF-Museum (Museum Prora), Museum der NVA, Rügen-Museum und diversen Sonderausstellungen, die Bildergalerie Rügenfreunde und ein Wiener Kaffeehaus beherbergt. Ein von Joachim Wernicke betriebenes „Museum zum Anfassen“ wurde 2004 geschlossen, ebenso das dort ansässige Boxsportmuseum. Zwischen 1993 und 1999 befand sich hier die größte Jugendherberge Europas, ab 2002 das One World Camp Youth Hostel. Im Jahr 2011 wurde eine neue Jugendherberge im nördlichsten Teil des Komplexes (Block V) eröffnet.

#### Dokumentationszentren

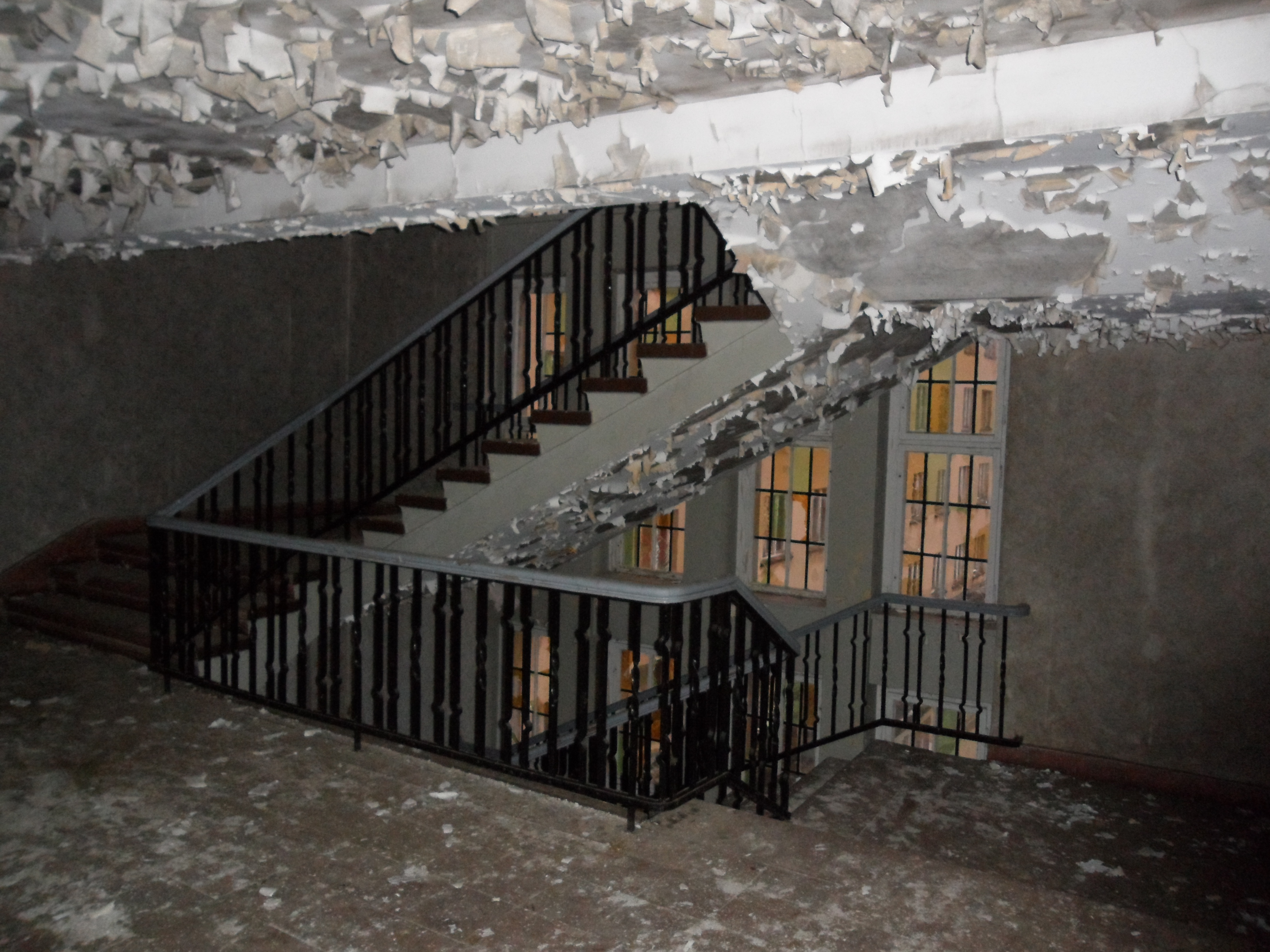
Treppenhaus im südlichen Gebäudeteil,
aufgenommen 2010

In der südlichen Festplatzrandbebauung, neben dem – einst als Theater geplanten – ehemaligen Haus der NVA, befindet sich seit 2000 das Dokumentationszentrum Prora, nachdem insbesondere der Berliner Stadtplaner Jürgen Rostock seit 1990 auf diese Einrichtung zur KdF-Geschichte hingewirkt hatte. Bis zum Jahr 2012 von der „Stiftung Neue Kultur“ betrieben, befindet es sich heute in gemeinnütziger Vereinsträgerschaft. Neben Sonderausstellungen wird unter anderem die Dauerausstellung „MACHTUrlaub – Das KdF-Seebad Rügen und die deutsche Volksgemeinschaft“ gezeigt, in der vor allem die Planungs- und frühe Baugeschichte der Anlage dokumentiert wird. Thematisiert werden dabei sowohl die Hintergründe des Projekts als auch seine Verwendung durch die nationalsozialistische Propaganda. Zahlreiche Symposien befassten sich zudem mit der Zukunft des Ortes. Ziel war die Verankerung des „KdF-Bades“ als Denkmal zur Sozial- und Baugeschichte des Dritten Reiches und eine Mischnutzung desselben durch Gewerbe, Kunst, Kultur und Wohnen. Außerdem organisiert das Dokumentationszentrum Prora seit 2001 jährlich eine Begegnungswoche von ehemaligen auf Rügen (kaum in Prora) eingesetzten polnischen Zwangsarbeitern mit Schülern aus Mecklenburg-Vorpommern und ist in der Bildungsarbeit aktiv. Der Vorsitzende des Dokumentationszentrums Prora war bis 2014 der Historiker, Publizist und Rabbiner Andreas Nachama. Zum wissenschaftlichen Beirat des Dokumentationszentrums gehören unter anderem der Architekturhistoriker Wolfgang Schäche, der Politikwissenschaftler Johannes Tuchel und die Zeithistoriker Peter Steinbach, Wolfgang Benz und Hans-Ulrich Thamer.
2001 gründeten Historiker des Dokumentationszentrums unter Federführung der damaligen Landrätin Kerstin Kassner und unterstützt durch die Landesfachstelle Politische Memoriale Mecklenburg-Vorpommern den konkurrierenden Verein Prora-Zentrum. 2007 bezog das PRORA-ZENTRUM Bildung – Dokumentation – Forschung einen provisorischen Workshop- und Ausstellungsraum bei der heutigen Jugendherberge (Block V), wo es historisch-politische Bildungsarbeit betreibt, Ausstellungen zeigt und Rundgänge durch das historische Gelände veranstaltet. Getragen durch den Verein sollte 2011 eine Bildungs- und Begegnungsstätte in der ehemaligen Kaserne eröffnet werden, wobei das Auswahlverfahren zugunsten des Vereins umstritten war. Seither widmet sich Prora-Zentrum auch der DDR-Geschichte, so etwa einer Ausstellung zu den Proraer Bausoldaten. Das geplante Bildungszentrum kam bislang nicht zustande, seit 2016 betreibt der Verein seine Ausstellung im ehemaligen Wachgebäude vor Block V und den auf Betreiben der Initiative Denk-MAL-Prora unter Denkmalschutz gestellten letzten Arrestzellen aus der Zeit des Militärstandortes. Mittlerweile ist auch Block V, unter Maßgabe der Schaffung einer Gedenk- und Bildungsstätte, zur Privatisierung vom Kreistag freigegeben. Anfang April 2024 meldete der Verein Prora-Zentrum Insolvenz an.

#### Verkäufe, Neunutzung

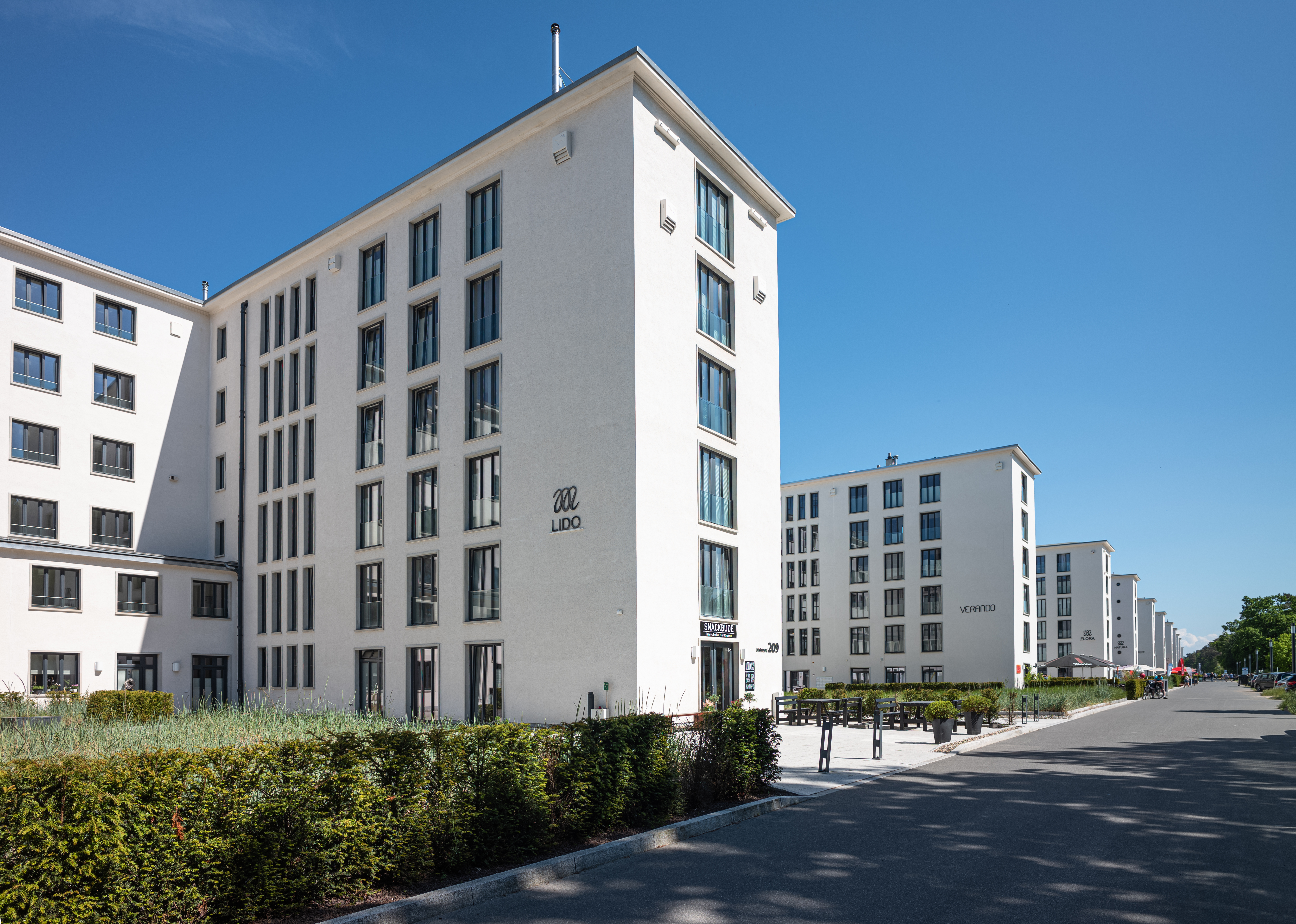
Sanierte Wohnblöcke, 2021

Seit 2004 wurden weitere Blöcke der Anlage einzeln veräußert, so auch mehrere an Ulrich Busch, dem zum Groß-Immobilienbesitzer gewordenen Sohn des Schauspielers Ernst Busch. Am 23. September 2004 wurde Block VI für 625.000 Euro an einen unbekannten Ersteigerer veräußert. Block III, die ehemalige Museumsmeile, wurde am 23. Februar 2005 an die Inselbogen GmbH verkauft, die in der Folgezeit den Betreibern der dort ansässigen Museen kündigte und eine Nutzung als Hotel- und Kulturbetrieb ankündigte. Im Oktober 2006 wurden die Blöcke I und II an die Prora Projektentwicklungs GmbH in Binz veräußert. Diese hatte Block I schon im Vorfeld an den österreichischen Investor Johann Christian Haas verkauft, der die finanziellen Mittel bereitstellte. Der Bebauungsplan wurde gemeinsam entwickelt. Die Pläne der neuen Eigentümer sahen in den beiden Blöcken südlich der jetzigen Museumsmeile vor allem Wohnungen vor. Für das Erdgeschoss war eine Mischung aus Kultur, Kunst, Gastronomie, Kleingewerbe und Einkaufsmöglichkeiten geplant. Nach Abschluss der Planungen und Erreichung der Planungssicherheit verkaufte Haas Block I erneut. Bei einer Auktion am 31. März 2012 wurde die Immobilie von einem Berliner Investor für 2,75 Millionen Euro erworben.

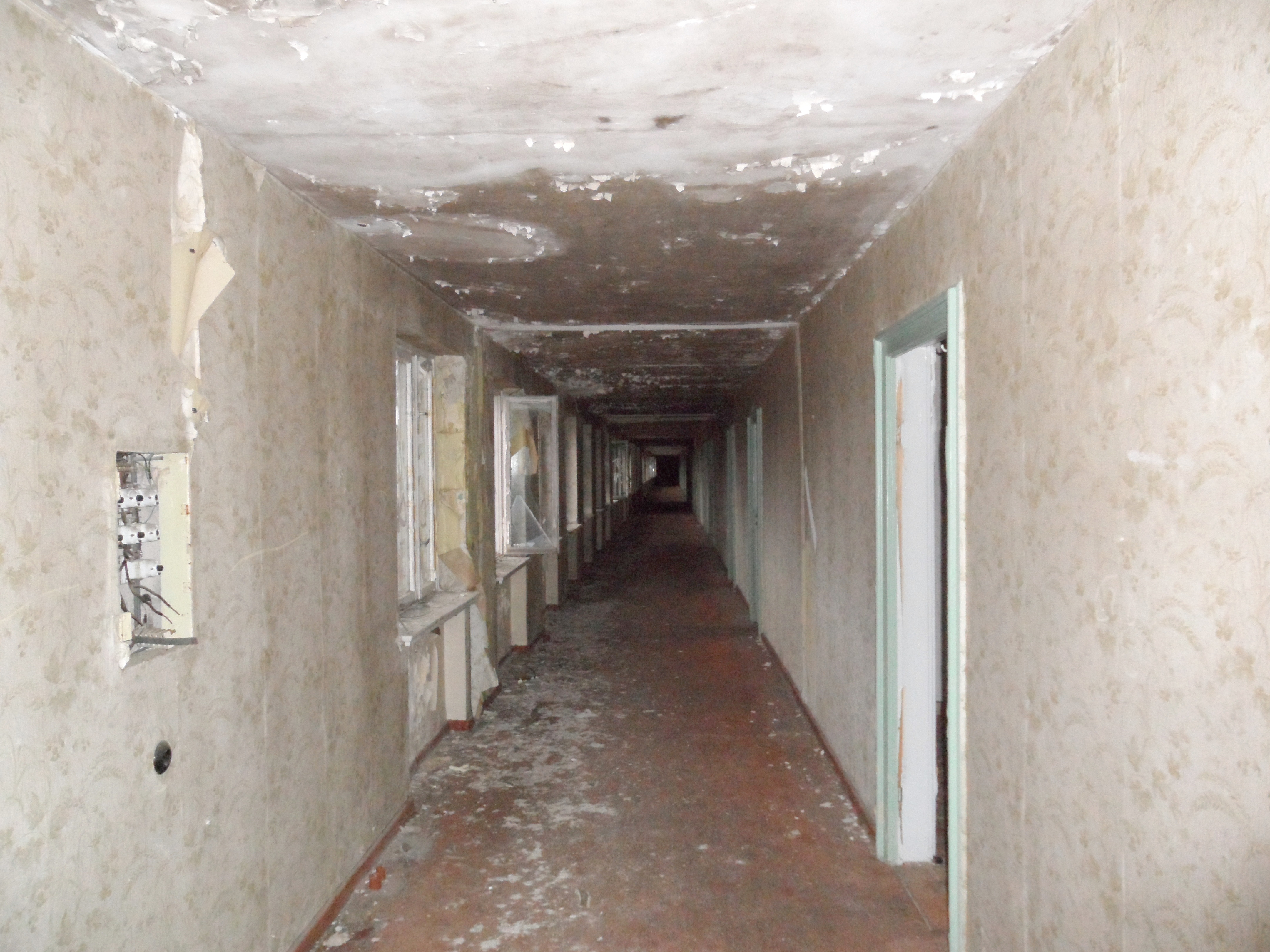
Flur im vierten Stock des südlichen Gebäudeteils, 2010

Im November 2006 hat die Bundesanstalt für Immobilienaufgaben mit dem Landkreis Rügen einen Kaufvertrag über Block V abgeschlossen. Der Landkreis Rügen beabsichtigte in Block V mit finanzieller Unterstützung von Bund, dem Land Mecklenburg-Vorpommern und der EU die Errichtung einer Jugendherberge mit ca. 400 Betten für das DJH. Ein internationaler Jugendzeltplatz mit 250 Plätzen ist im September 2007 geöffnet worden.
Am 15. März 2008 eröffnete auf dem 3,7 Hektar großen Küstenwald-Areal des Komplexes ein Hochseilgarten. Insgesamt wurden 460.000 Euro in den Bau der neuen Sportanlage investiert.
Im nördlichen Teil des Komplexes (Block V) wurde in fünf aneinandergrenzenden Gebäudeteilen im Juli 2011 die schon lange geplante große Jugendherberge mit 402 Betten in 96 Zimmern eröffnet und im November 2011 wurde der letzte von fünf Blöcken durch die Bundesanstalt für Immobilienaufgaben an einen privaten deutschen Investor verkauft.
Im September 2016 wurde in einem Bürgerentscheid in der Gemeinde Binz der Bau eines 104 Meter hohen Wohnturms mit deutlicher Mehrheit abgelehnt. Ein privater Investor wollte hinter den Bauten des Seebads mit dem Bücherturm Binz genannten Projekt das höchste Haus der Insel Rügen errichten. Kritiker hatten eine Verschandlung des Ortsbildes und Nachahmungseffekte in anderen Teilen der Insel befürchtet.
Das die Sanierung ausführende Unternehmen, die „Wohnen in Prora Vermögensverwaltungs GmbH & Co. KG“, eine Tochterfirma des Unternehmens „Irisgerd“, hat im August 2018, als bei weitgehender Fertigstellung das Bankdarlehen nicht verlängert wurde, den vorläufigen Insolvenzantrag gestellt.

#### InitiativeDenk-MAL-Prora

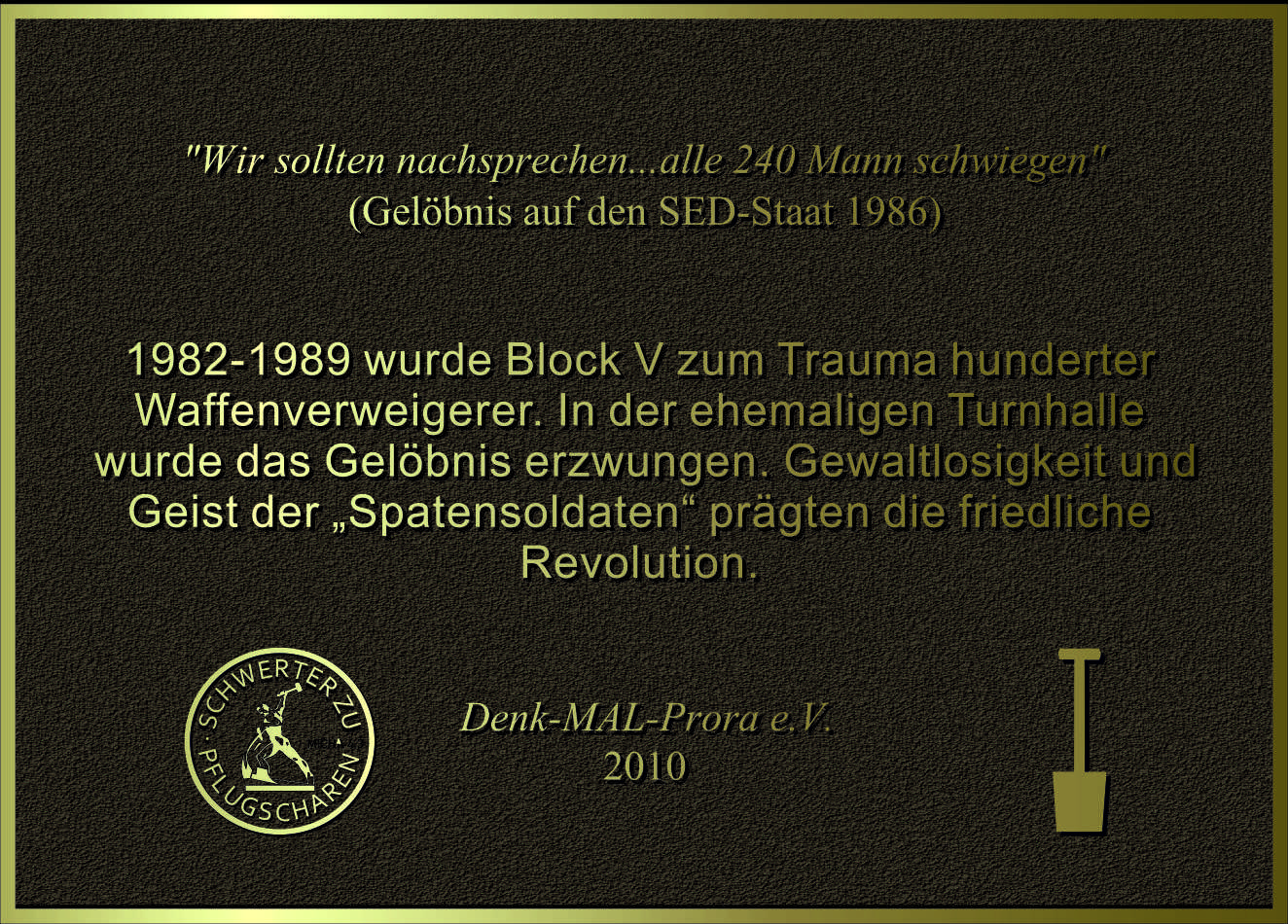
Gedenktafel am Mehrzweckgebäude der Jugendherberge Prora

Angeregt durch die Publikation Hinterm Horizont allein – Der Prinz von Prora gründete sich im Jahr 2008 um den Berliner Historiker und Buchautor Stefan Wolter die Initiative Denk-MAL-Prora. Ziel war es, die Nutzungsgeschichte des einst größten Kasernenstandortes der DDR ins Bewusstsein zurückzurufen. Infolge der Anbringung einer Gedenktafel und denkmalpflegerischen Unterschutzstellungen im Sinne der „doppelten Vergangenheit“, darunter das Ensemble der einstigen Wache vor Block IV mitsamt dem Denkmal von Otto Winzer, dem Namensgeber der Hochschule der NVA für ausländische Offiziere, hat sie die Sichtweise auf die Anlage maßgeblich verändert. 2011–2014 dokumentierte die Schriftenreihe Denk-MAL-Prora die Annäherung an die mit Repression und Opposition verbundene Ausbau- und Nutzungsgeschichte des Ortes, welche weithin aus dem Blickfeld geraten war. Darin wird beklagt, dass die Jugendherberge Prora nach wie vor frei von der Nutzungsgeschichte des Ortes gehalten wird. An die Aufarbeitungen und Dokumentationen in der Reihe wird mittlerweile vielfach angeknüpft. So entstand im Anschluss an die „Geheime Aufzeichnungen eines Bausoldaten in Prora“ (Schriftenreihe Band 2) die erste Fernsehproduktion zur doppelten Geschichte des Kolosses Prora – Naziseebad und Sperrgebiet in der RBB-Reihe Geheimnisvolle Orte (2012). Im Jahr 2014 wurden im Außenbereich der Jugendherberge zwei sogenannte „Zeitsplitter“ aus der Geschichte der Bausoldaten der Öffentlichkeit zugänglich gemacht, darunter eine durch Denk-MAL-Prora gesicherte Arrestzelle. Im Jahr 2016 reichte die Initiative unter anderem bei der Landesregierung Mecklenburg-Vorpommern eine Online-Petition mit bis dahin mehr als 15.000 Unterzeichnern ein, die sich für den Erhalt des historisch gewachsenen Antlitzes von Block V aussprachen. Nachdem die Landesregierung die zusätzliche Aufnahme von Inneneinrichtungen aus der Kasernennutzungszeit des Blocks in die Denkmalliste (aufgrund eines früheren Antrags der Initiative) bestätigt hatte, wurde aufgrund dieser Petition ein „Ergänzungsantrag“ mit Bezug auf den Erhalt des äußeren Erscheinungsbildes des Blocks (graubrauner Rauputz) eingereicht.

#### Sandskulpturen

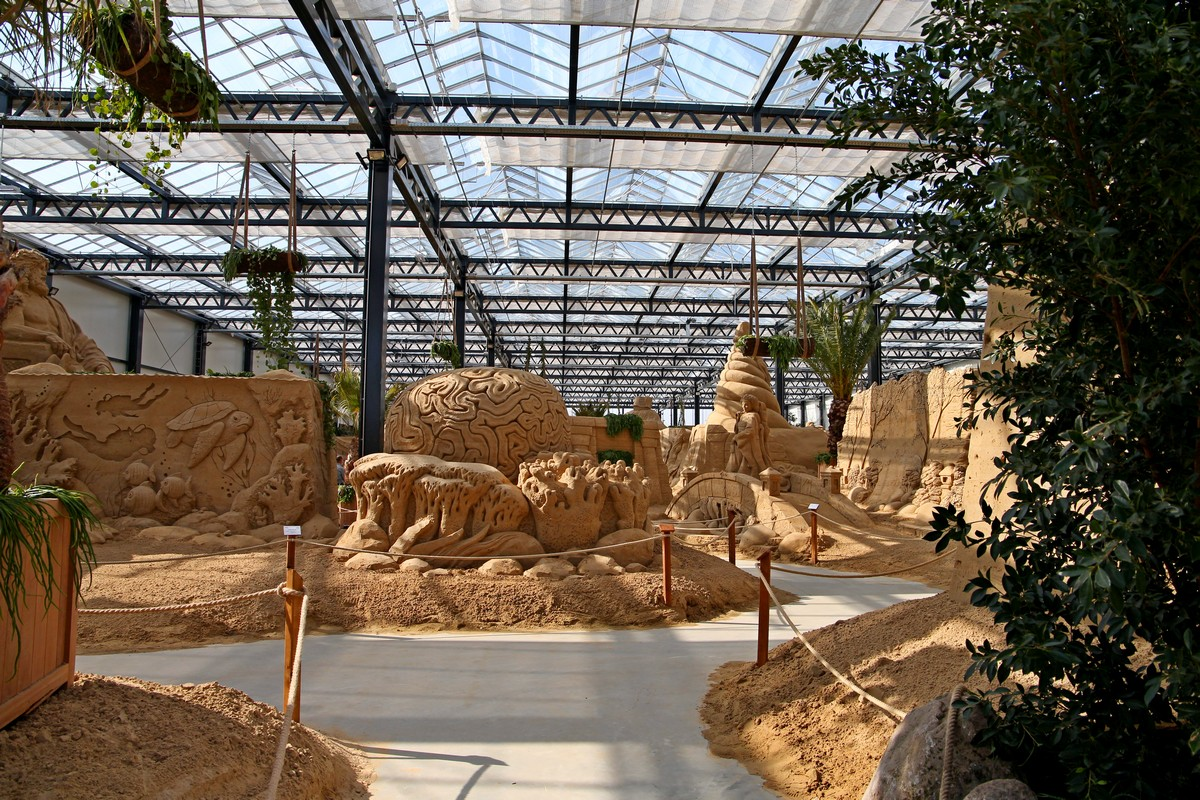
Ausstellung

Seit 2010 zieht eine jährlich wechselnde Sandskulpturen-Ausstellung alljährlich mehrere Tausend Besucher an. 2024 war „Rügen - und ein bisschen Meer“ das Thema der von zahlreichen namhaften Künstlern (darunter Welt- und Europameister) gestalteten Exposition. Zudem war eine Sonderausstellung dem 250. Geburtstag des bedeutenden romantischen Malers Caspar David Friedrich gewidmet. Der in Greifswald geborene Friedrich verbrachte einen großen Teil seines Lebens auf der Insel Rügen. - Das Thema der 16.  Sandskulpturen-Ausstellung, die am 1. Februar 2025 eröffnet wurde, lautet "Mythen, Sagen und Legenden".

## Sonstiges
- Die Nationalsozialisten stützten sich auf Ideen aus der Zeit der Weimarer Republik, vergleichbar dem Autobahnbau, der ebenso propagandistisch ausgeschlachtet wurde. Durch die Einführung eines bezahlten Urlaubsanspruchs in den 1920er Jahren wurde ein Tourismus der arbeitenden Bevölkerung überhaupt erst möglich. Die Planungen aus den 1920er Jahren bezogen auch den Rügendamm ein, mit dessen Bau 1931 begonnen wurde und der die logistischen Voraussetzungen dafür schuf, 20.000 Urlauber gleichzeitig an- und abreisen zu lassen.
- Der Name Prora ist entgegen der weitverbreiteten Ansicht kein Akronym wie beispielsweise Napola, sondern der Name der umgebenden Landschaft und Namensgeber für die Prorer Wiek.
- Obwohl es sich bei Prora um eines der Vorzeigeprojekte der Organisation KdF handelte, kam Hitler nie auf die Baustelle. Hingegen kam der erste und einzige Präsident der DDR, Wilhelm Pieck, im Zuge der Wiederaufmauerung der Blöcke nach Prora, um den bis zu 19.000 Arbeitskräften zu danken. 1990 wurde die spätere Bundeskanzlerin Angela Merkel in der Kaserne Prora als Direktkandidatin für den Deutschen Bundestag nominiert.[52]
- Der Grundstein von Prora ist verschollen. Er müsste laut alten Fotos und Berichten in der Gegend der Kaianlagen liegen. Die Originalpläne gingen in den Wirren des Kriegsendes verloren.
- Am nördlichen Ende der Anlage stehen die eingezäunten Ruinen von zwei Blocks: Von dem vorletzten Block ist nur noch der Torso einer geplanten Liegehalle vorhanden, der (nach Ausbau des Kerns der Anlage zur Großkaserne) von der NVA als Werkstatt genutzt wurde. Vom letzten Block sind infolge von Sprengungen und Sprengübungen durch die Sowjetarmee nur noch sechs Segmente erhalten, die später den NVA-Fallschirmjägern als Übungsgelände dienten. Komplett gesprengt und abgetragen wurde nur der südlichste Block, der im Gegensatz zum Rest der Bettenhäuser nie seine geplante Stockwerkszahl erreicht hatte.
- Das Gerücht, dass sich die Anlage nicht sprengen und beseitigen ließe, hielt sich sowohl in der DDR als auch in der wiedervereinigten Bundesrepublik Deutschland. Widerlegt wurde es sowohl von den Sprengungen um 1948 als auch vom kompletten Abriss der Speise- und Festsäle des unter hohen Militärs im In- und Ausland bekannt gewesenen NVA-Erholungsheims (heute sog. Block I) im Jahr 2014. Die beiden Abschnitte wurden als „Liegehallen“ (entsprechend einstigen Planungen) inzwischen neu eingefügt.
- Prora wurde im zweiten Vierjahresplan der Nationalsozialisten ausdrücklich erwähnt und hatte damit höchste Priorität bei der Zuteilung der Mittel. Göring persönlich war für den Vierjahresplan verantwortlich. Dies wird verständlich, wenn man berücksichtigt, dass Prora im Kriegsfall als Lazarett dienen sollte. Die Restauranttrakte, die sich in Richtung See erstrecken sollten, hätten sich zum Beispiel als Operationssäle herrichten lassen. Die Planungen sahen angeblich notwendige Installationen vor. Die Betten der Hotelzimmer waren Krankenhausstandardbetten, die Aufzüge sollten zwei Krankenhausbetten gleichzeitig fassen. Allerdings spricht gegen eine längere Kriegsnutzung das Fehlen von Luftschutzkellern und -bunkern.
- Gerüchte über eine im Prorakomplex existierende U-Boot-Durchfahrt unter der Insel hindurch wurden vor 1989 systematisch verbreitet. Diese Gerüchte sind vor dem Hintergrund des Projektes Rügenhafen zu verstehen. Es sei geplant worden, U-Boote durch eine Schleuse vor der Küste in die Durchfahrt einlaufen zu lassen. Dieses „politisch nützliche“ Gerücht diente der NVA unter anderem dazu, die militärische Nachkriegsnutzung zu legitimieren, da anderenfalls der FDGB Nutzungsansprüche hätte geltend machen können.[53] Durch das Fehlen der Originalpläne und die Tatsache, dass einige Kelleranlagen durch Überflutung unzugänglich sind, wurden diese und vergleichbare Theorien gefördert. Gegen eine Nutzung durch U-Boote spricht jedoch der sehr große Flachwasserbereich vor dem Strand, der in etwa 500 Metern Entfernung vom Ufer eine Wassertiefe von weniger als 2 Metern aufweist,[53] sowie die starke Versandung der Ostseeküste, die anhand von Luftbildaufnahmen nachzuvollziehen ist.
- Zur Erschließung des Seebads wurde die Bahnstrecke Lietzow–Binz gebaut, die im Mai 1939 eröffnet wurde. An der Strecke entstand der Bahnhof KdF-Seebad Rügen, der heutige Bahnhof Prora[54]. Für Reparationsleistungen wurden die Gleise nach dem Krieg abgebaut und 1952 neu verlegt. Auch das Bahnhofshäuschen Prora ist ein Nachkriegsbau. 1987–1989 wurde die Strecke elektrifiziert. Nach dem Zweiten Weltkrieg ging außerdem im Südosten des Komplexes der Haltepunkt Prora Ost[55] in Betrieb.
- Der Bau einer U-Bahn zur Erschließung der weitläufigen Anlage wurde 1936 von Robert Ley erwähnt, jedoch finden sich keine Hinweise auf eine tatsächliche Projektierung. Die Kellergeschosse sind für den Betrieb einer U-Bahn ungeeignet, spätere Planungen gingen von einem Omnibusverkehr innerhalb des Seebades aus.[56]
- Prora darf sich offiziell Erholungsort nennen und  Abgaben wie beispielsweise Kurtaxe und Fremdenverkehrsabgaben erheben[57]